# Антиквар (роман)
«Антиква́р» (англ. The Antiquary), также «Антиква́рий» — готический исторический роман Вальтера Скотта, изданный в 1816 году. Книга повествует о судьбе нескольких персонажей, в том числе антиквара — историка-любителя, археолога и коллекционера предметов сомнительной древности. Хотя роман назван в его честь, антиквар не всегда является главным героем, вокруг других персонажей проходят гораздо более значительные события, антиквар лишь является фигурой, объединяющей более важных для сюжета персонажей и более захватывающие происшествия, которые он сопровождает насмешливыми комментариями. «Антиквар» был одним из любимых романов Вальтера Скотта.

## История создания
Скотт подписал контракт на создание нового романа, почти сразу известного под названием «Антиквар», в январе 1815 г. По собственным ощущениям автора, процесс написания шел медленно. Согласно контракту, роман должен был быть опубликован 4 июня 1815 года, но публикация состоялась лишь в мае 1816. Причиной тому была высокая социальная активность Скотта и написание других произведений, на которые его вдохновило путешествие по Франции.
Однако издательство Archibald Constable & Co., заплатившее Скотту значительный аванс за новый роман, испытывало финансовые затруднения, поэтому автор испытывал сильное давление со стороны издателей. Однако в письме своему другу Морритту в декабре 1815 года Скотт признавался, что ему лишь предстоит начать работу над произведением, а на данный момент у него имеется лишь «самый общий набросок». Роман был окончен в середине марта 1816 года.

## Восприятие и критика
«Антиквар», опубликованный тиражом 6000 экземпляров, оказался еще более успешным, чем предыдущие романы Вальтера Скотта. Весь тираж был распродан в течение 3 недель.